# Euplotida
Ordre
Les Euplotida sont un ordre de Ciliés de la classe des Hypotrichea.

## Description
En 1838 Ehrenberg considérait les « Euplotés  » comme des « Animaux polygastriques, à carapace, ayant un canal alimentaire à deux orifices séparés, dont aucun aux bouts du corps ».
Et il donne une clé de quatre genres qu'il connaissait à l'époque :

- Avec des cils sans style 
  - bouche sans dents
    - avec tête séparée......................Discocephalus (actuels Discocephalidae)
    - sans tête séparée......................Himantophorus (actuels Euplotidae)

  - bouche avec des dents...................Chlamidodon (actuels Chlamydodontidae mais de la classe des Cyrtophoria)

- Avec des cils, des griffes et des styles...Euplotes (actuels Euplotidae).

## Répartition
En 1838 Ehrenberg déclarait que « La répartition géographique (des « Euplotés ») se situe dans toute l'Europe, y compris dans la mer, dont deux formes observées dans les eaux de la mer Rouge à Tor dans le Sinaï ». Les observations récentes ont montré que cet ordre est largement réparti sur l'ensemble du globe terrestre.

## Liste des familles
Selon GBIF (8 février 2023) :
- Aspidiscidae Ehrenberg, 1838
- Certesiidae Borror & Hill, 1995
- Discocephalidae Jankowski, 1979
- Erionellidae Wicklow, 1982
- Euplotidae Ehrenberg, 1838
- Gastrocirrhidae Fauré-Fremiet, 1961
- Swedmarkiidae
- Uronychiidae Jankowski, 1979

Selon The Taxonomicon (8 février 2023) :
- Aspidiscidae Ehrenberg, 1838
- Certesiidae Borror & Hill, 1995
- Discocephalidae Jankowski, 1979
- Erionellidae Wicklow, 1982
- Euplotidae Ehrenberg, 1838
- Gastrocirrhidae Fauré-Fremiet, 1961
- Uronychiidae Jankowski, 1979

Selon le World Register of Marine Species (8 février 2023) :
- Aspidiscidae Ehrenberg, 1830
- Certesiidae Borror & Hill, 1995
- Discocephalidae Jankowski, 1979
- Euplotidae Ehrenberg, 1838
- Gastrocirrhidae Fauré-Fremiet, 1961
- Uronychiidae Jankowski, 1979

## Systématique
Le nom valide de ce taxon est Euplotida Small & Lynn, 1985.